# Cavatorella jinpingensis
Cavatorella jinpingensis är en tvåvingeart som beskrevs av Zhang, Yang och Hayashi 2009. Cavatorella jinpingensis ingår i släktet Cavatorella och familjen vattenflugor.
Artens utbredningsområde är Yunnan (Kina). Inga underarter finns listade i Catalogue of Life.